# كريستوبال مارتين دي هيريرا
كريستوبال مارتين دي هيريرا هو سياسي إسباني، ولد في 20 مارس 1831 في Aldeadávila de la Ribera ‏ في إسبانيا، وتوفي في 1878. نشط حزبياً في الاتحاد الليبرالي. وقد انتخب وزير.